# ویلا نوا د فامالیکاو
شهر ویلا نوا د فامالیکاو (به پرتغالی: Vila Nova de Famalicão) در ویلا نوا د فامالیکاو در کشور پرتغال واقع شده‌است.
جمعیت این شهر ۳۰٬۱۰۰ نفر است.
در تاریخ ۱۴ اوت ۱۹۸۵ به عنوان شهر شناخته شد.